# Coriomeningitis linfocítica
La coriomeningitis linfocítica (siglas en inglés LCM), es una enfermedad infecciosa viral transmitida por roedores enfermos, que produce una meningitis aséptica,  encefalitis,  o meningoencefalitis.  Su agente causal es el virus coriomeningitis linfocítica (acrónimo en inglés: LCMV), un miembro de la familia de los Arenaviridae. Fue el primer arenavirus descubierto, se aisló en 1933 durante un estudio de una epidemia de  encefalitis de San Luis.  Aunque no era el agente causal de la epidemia, el LCMV fue hallado responsable causal de meningitis aséptica o nobacterial. LCMV es un virus ARN de hélice revertida simple.

## Nombres alternativos
- Meningitis linfocítica benigna
- Meningoencefalitis linfocítica
- Meningitis linfocítica de suero
- Enfermedad de Armstrong

## Etiología
El virus coriomeningitis linfocítico (VCML), es un virus de genoma ARN, monocatenario, del género Arenavirus, familia Arenaviridae. Los viriones son redondos, ovales o pleomórficos, con un diámetro promedio de 110 a 130 nm. En el interior del virión se observan gránulos de aspecto de granos de arena, que son característicos y que le dan el nombre a la familia. En la superficie del virión hay proyecciones huecas en forma de palos de golf. Todos los arenavirus se caracterizan por producir una infección persistente en los roedores, que son sus reservorios. El huésped principal y reservorio del virus VCML es el ratón doméstico (Mus musculus).

## Distribución geográfica del virus
El virus se ha registrado en las Américas, Asia y Europa. Generalmente se distribuye focalmente, ya que las colonias de roedores no se mezclan por lo que en los humanos también. Ha habido reportes de casos en humanos en Argentina, Brasil, El Salvador, Estados Unidos de América, Japón y varios países europeos.

## Infección en humanos
El LCMV está naturalmente dispersa a través del Mus musculus, el ratón casero. Una vez infectado, estos ratones se hacen crónicamente envirados, manteniendo el virus en su sangre y/o esparciéndolo a través de su orina de forma persistente.
Las hembras de ratón crónicamente infectadas usualmente transmiten la infección a su descendencia, que a su vez quedan crónicamente infectados. Alrededor del 5% de los ratones, hámsteres y roedores llevan la enfermedad.  Los roedores mascotas pueden contraer el virus después de exponerse a ratones infectados.
El virus parece ser relativamente resistente al secado, por lo que los humanos pueden infectarse inhalando partículas sólidas (secas) infectadas y aerosolizadas. También pueden infectarse de la orina, heces, saliva, ingiriendo alimento contaminado con el virus, por contaminación de mucosas con fluidos infectados, o directamente exponiéndose por cortes o heridas abiertas al ingreso del virus a la sangre, como así también mordeduras de roedores. Los únicos casos documentados de transmisión por animales infectados, ocurren entre humanos y ratones o hámsteres. Por el contrario, los humanos raramente infectan a los roedores mascotas. Experimentalmente se ha podido demostrar la transmisión del virus por vectores artrópodos (garrapatas, piojos, chinches y mosquitos), pero no se sabe si este modo de transmisión se da en la naturaleza. Se ha aislado el virus de algunas pulgas, de roedores silvestres, de Culicoides, de varias especies de Aedes, garrapatas y cucarachas. El ratón puede transmitir la infección a otras especies de animales y, por medio de estos, al hombre. En algunos criaderos los hámsteres y cobayos han contraído la infección, probablemente de ratones, y han originado a su vez múltiples casos humanos.
La seroprevalencia (Porcentaje de personas en una población que tienen unas proteínas en la sangre, llamadas anticuerpos, que indican que han estado expuestas a un virus u otro tipo de organismo infeccioso) es de aproximadamente del 5 % en la población de EE. UU.. Tiende a ser más común entre grupos de más bajo poder socioeconómico, probablemente reflejando los más frecuentes y directos contactos con roedores.
El virus normalmente tiene bajo efecto en población fuerte y sana, pero mata a personas con el sistema inmune debilitado.  La transmisión  entre personas es muy rara , con la excepción de la transmisión vertical de una madre infectada a su feto. En mayo de 2005, se reporta la muerte de seis pacientes organotrasplantados en EE. UU. vinculados a este virus.

## Presentación Clínica en humanos
La infección en los humanos tiene un curso variable, desde clínicamente inaparente a mortal en algunos casos, muy raros. El período de incubación dura de una a dos semanas. La forma clínica con fiebre, dolor de cabeza, mialgias, leucopenia y trombocitopenia puede resolverse en pocos días. La meningitis también puede presentarse desde un principio, sin que la precedan otros síntomas, pero en este caso la incubación es más larga (2 a 3 semanas). El líquido cefalorraquídeo contiene desde menos de 100 hasta más de 3.000 células por ml, de las cuales entre 80 y 95% son linfocitos (de ahí el nombre de la enfermedad). En raras ocasiones puede haber meningoencefalitis, con alteración de los reflejos profundos, parálisis, anestesia cutánea y somnolencia. Las secuelas crónicas y la muerte son poco frecuentes.

## Signos clínicos de la Coriomeningitis Linfocítica (LCMV)
El LCMV es un virus con síntomas similares a otras infecciones virales como la influenza:
- Fiebre
- Dolores musculares
- Cansancio, astenia
- Desórdenes gastrointestinales
- Leucopenia
- Trombocitopenia
- Rigidez en la nuca
- Algunos pacientes pueden presentar complicaciones, tales como orquitis, miopericarditis, artritis o alopecia[8]

## Virus Coriomeningitis Linfocítica (LCMV) en el embarazo
La mujer que se embaraza tiene un 5% de probabilidad de contagiar a su feto, y traer a un bebé con malformaciones. Un bebé portador de LCMV congénito trae anormalidades en el cerebro y en el desarrollo ocular, y problemas neurológicos como dificultades para aprender.
Los signos clínicos más comunes son:
- Encefalitis
- Hidrocefalia
- Corioretinitis (problemas visuales que conllevan a la ceguera).

## Diagnóstico del LCMV
El diagnóstico se basa en la confirmación del laboratorio, mediante pruebas serológicas y el aislamiento del virus. Los anticuerpos fijadores del complemento aparecen en la primera o segunda semana de la enfermedad y desaparecen en menos de seis meses. Los anticuerpos neutralizantes aparecen más tardíamente y persisten durante años. Un título significativo en la prueba de fijación del complemento (FC) es una buena evidencia diagnóstica. 
La prueba de inmunofluorescencia indirecta detecta anticuerpos IgM que revelan una infección reciente. También puede diagnosticarse por medio de las técnicas de ELISA y Western immunoblot y de reacción en cadena de polimerasa de transcripción inversa.
El aislamiento del virus se logra mediante inoculación de ratones, por vía intracerebral, con sangre de pacientes febriles y también con líquido cefalorraquídeo de pacientes con meningitis. El aislamiento se puede hacer también en cultivos celulares. 
Para confirmar el diagnóstico también puede usarse la inoculación experimental. La inoculación intracerebral con cepas neurotrópicas de CML ocasionará la enfermedad característica y la muerte de ratones normales, pero no de portadores del virus. Otro método es la inoculación en cobayos de una suspensión de órganos de ratones sospechosos.

## Prevención de infecciones con el LCMV
Consiste en el control de la población de ratones de las casas, mediante medidas de higiene ambiental y uso de rodenticidas. Las mujeres gestantes no deben mantener en sus hogares hámsteres u otros roedores.
- Los ratones capturados o muertos por cualquier causa no deben manejarse con las manos desnudas.
- Cuando hay casos de enfermedad transmitida por otros animales, por ejemplo hámsteres, se debe investigar la procedencia de estos y evitar su venta al público hasta que el criadero esté libre de la infección.
- Evitando contacto directo de roedores y sus fluidos, con la mujer embarazada. No cambiar la arena de sus mascotas roedores, ni limpiar sus jaulas, ni siquiera con guantes.
- Lavarse las manos más seguido en domicilios donde existan roedores mascotas.
- Las personas responsables de limpiar areneros de los roedores, deben usar una solución diluida de cloro en el área de los animales.
- Si existen áreas de muchos roedores (graneros, bodegas, barracas, laboratorios)  ventilar mucho ya que disminuye la exposición.
- Rociar con agua y desinfectante el área previene el movimiento aéreo del virus.

## Tratamiento
No existe una guía específica para tratar el LCMV. Sin embargo, el facultativo puede usar la batería de antivirósicos; tras un análisis de sangre confirmatorio de virosis de LCMV.

## Trivia
- Este virus juega un rol en la moderna versión de la serie de televisión Battlestar Galáctica. En el episodio  Torn, la raza Cylon es expuesta a la "encefalitis linfocítica" después de traer una vieja baliza infectada con el patógeno. Al contrario que los humanos, los Cylones no tienen inmunidad natural a este virus y muchos mueren.  Los humanos aprenden de esta debilidad en el episodio Una Medida de Salvación.